# Ород I
Ород I (Urūd) е владетел на Партия от династията на Арсакидите. Вероятният период на управлението му се отнася към 80 – 75 г. пр.н.е.

## Живот
Ород I вероятно е син на Готарз I и може би Ариазата, дъщеря на арменския владетел Тигран II Велики. Ород I се възкачва на трона след междуособна война с чичо му Митридат III. Ород I се споменава като владетел в астрономическите таблици от Вавилон, документиращи лунно затъмнение на 11 април 80 г. пр.н.е. Негови монети с титлата „Цар на царете“ се секат в Екбатана и Рага (Медия).
Ород I е женен за неговата сестра Испубарза. През 77 г. пр.н.е. той води кампания в Елам (Сузиана, дн. Хузестан) срещу местният владетел Камнаскир II. През 75 г. пр.н.е. Ород I губи властта от анонимен претендент, условно назоваван като Арсак XVI.